# Fatma Zohra Ksentini
Fatma Zohra Ouhachi-Vesely (nascida Ksentini) é uma mulher argelina que foi a primeira Relatora Especial das Nações Unidas sobre resíduos tóxicos, de 1995 a 2004. Antes deste cargo, ela foi Relatora Especial na Subcomissão de Prevenção da Discriminação e Proteção de Minorias, de 1989 a 1994.

## Carreira
Ksentini fazia parte da Subcomissão de Prevenção da Discriminação e Proteção das Minorias quando foi nomeada Relatora Especial sobre Direitos Humanos e Meio Ambiente em 1989. Para a Comissão de Direitos Humanos das Nações Unidas, ela iniciou uma investigação de quatro anos sobre direitos humanos ambientais, em 1990. Após concluir a sua pesquisa em 1994, apresentou as suas descobertas e co-assinou o Projeto de Declaração de Princípios sobre Direitos Humanos e Meio Ambiente.
Durante o início do seu mandato reuniu informações sobre os efeitos na saúde do descarte de resíduos tóxicos. Após apresentar o seu relatório em 1997, Ksentini criticou o Escritório do Alto Comissariado das Nações Unidas para os Direitos Humanos por não lhe fornecer o financiamento necessário para realizar pesquisas de campo. Depois de ser reconduzida em 1998, Ksentini começou a desenvolver propostas sobre a eliminação do descarte de resíduos tóxicos nos países em desenvolvimento. O seu último mandato como Relatora Especial começou em 2001 e terminou em 2004.
Fora do seu trabalho como Relatora Especial, Ksentini foi presidente do Grupo de Trabalho sobre Formas Contemporâneas de Escravidão em 1991.

## Vida pessoal
Ksentini foi casada com o Sr. Ouhachi-Vesely.